# Machine de Marly

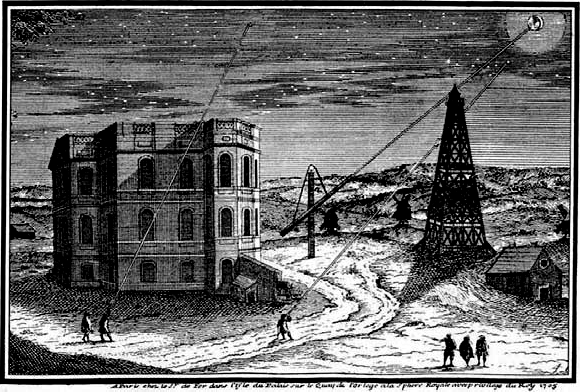
Rytina pařížské observatoře na počátku osmnáctého století s dřevěnou „Marlyho věží“ - na pravé straně je demontovaná část Machine de Marly, kterou přesunul do pařížské observatoře astronom Giovanni Domenico Cassini pro montáž teleskopů

Machine de Marly (franc. La Machine de Marly), byl francouzský čerpací stroj dodávající vodu do nedalekého zámku ve Versailles, dokončený v roce 1684. Král Ludvík XIV. potřeboval velké množství vody pro kašny svých zahrad v zámku Versailles. Objem vody potřebný pro tyto kašny na jeden den, nebyl o mnoho menší, než celkové množství vody na den pro Paříž.

## Historie
Machine de Marly, nacházející se v obci Marly-le-Roi a nedalekého zámku v Marly, byl inženýrský „zázrak“ své doby, se skládal ze čtrnácti velkých vodních kol, každé bylo zhruba třicet šest stop široké, které poháněly 221 čerpadel tak, aby voda byla dopravována do Versailleského paláce z řeky Seiny. 
Po třech letech výstavby dosáhly náklady výše přibližně 4.000.000 liver. Hlavní inženýr projektu byl Arnold de Ville a „dodavatelem“ Rennequin Sualem.
Nicméně stroj trpěl častými poruchami a vyžadoval 60 stálých zaměstnanců na údržbu a nákladné opravy.
V roce 1807 imperiální vláda vyhlásila soutěž pro příjem projektů na hydraulický stroj, který by nahradil ten, který v Marly-le-Roi čerpal vodu doposud. Měl nahradit původní stroj, který byl postaven v roce 1684, byl umístěn na řece Seině v Bougivalu a čerpal vodu do svahu 150 metrů na vzdálenost jednoho kilometru. Bratři Niépcovi představili stroj založený na novém a lepším principu a pak ještě jednou znovu o dva roky později. Stroj prošel řadou změn v mnoha svých částech. Mechanismus systému byl důmyslný: písty měly tu výhodu, že byly přesnější a vytvářely mnohem menší odpor. V prosinci 1809 však bratři Niépcovi dostali zprávu, že se císař rozhodl pro řešení inženýra Periera (1742-1818) vybudovat pro provoz čerpadla v Marly parní stroj.
Vzhledem k tomu, že se nikdy nepodařilo dosáhnout spolehlivého provozu Machine de Marly, byly zahájeny práce na vodovodu pro přepravu vody na dvě nádrže v blízkosti Versailles nedlouho po dokončení stroje.